# Shaquille van Zichem
Shaquille van Zichem (7 november 1995) is een Surinaams judoka, jiujitsuka, worstelaar en MMA-vechter.

## Biografie

### Judo
Shaquille van Zichem begon in 2005 op zijn 9e met judo. Na drie weken deed hij mee aan een nationaal toernooi en won hij goud. Deze winst leverde hem een startbewijs op voor een internationaal toernooi en daar won hij vervolgens brons.
In 2012 werd hij op 16-jarige leeftijd als jongste deelnemer in de Open Klasse nationaal kampioen judo. Hij prolongeerde in 2013 zijn nationale titel en was dat jaar ook voor internationale wedstrijden in Frans-Guyana en op de US Open. Ook op internationaal niveau behaalde hij gouden medailles. Hij is zwartebander en was een van de hoofdtrainers van de judoschool Jigoro Kano in Paramaribo. In Suriname organiseerde hij geregeld toernooien en workshops in mixed martial arts.

### Worstelen
Daarnaast worstelde hij sinds 2011 bij SC Tatami. Twee jaar later was hij ook in deze discipline nationaal kampioen en voor een Surinaams-Nederlands interland in Nederland. Hij deed meermaals mee aan beachworsteltoernooien in Nickerie ter gelegenheid van de Hindoestaanse immigratie.

### Studie
In 2014 kreeg hij een blessure aan zijn knie. Hij vertrok dat jaar naar België voor studie en voor een operatie van zijn kruisband, met daarna een revalidatie die twee jaar duurde. Van 2014 tot 2016 studeerde hij fysiotherapie in Brussel en van 2017 tot 2019 in Antwerpen. In Brussel was dat ten tijde van de aanslagen in april 2016 op onder andere station Maalbeek. Daar pakte hij elke ochtend om 9 uur de metro, maar miste hem die ochtend omdat hij zich verslapen had.

### Braziliaans jiujitsu
Hij pakte de sport weer op met een start in Braziliaans jiujitsu (BJJ), dat voornamelijk uit grondtechnieken bestaat. Op kleinere toernooien won hij vier zilveren medailles. Nog blauwebander, wist hij vervolgens in november 2018 Europees kampioen te worden in het weltergewicht tot 80 kg. Dit was voor hem een emotioneel moment omdat hij naar België was gekomen voor topsport, maar daar door zijn operatie niet aan toegekomen was. Met judo was hij toen helemaal gestopt.

### MMA
In 2021 speelde het al enkele jaren door zijn hoofd om de overstap naar de mixed martial arts te maken. Hij had dat in 2020 willen doen, maar werd hierin belemmerd door de uitbraak van de coronapandemie. Medio 2021 maakte hij de overstap alsnog. Hij gaf zijn studie fysiotherapie op en maakte op 31 juli zijn debuut bij de Combat Night in Florida in de Verenigde Staten. Zijn eerste wedstrijd won hij na drie rondes van de Amerikaan Nelly Ruiz. Zijn tweede wedstrijd won hij van zijn landgenoot Rayan Kadosoe op 12 november 2021 en zijn derde van de Amerikaan Tyler Gunderson op 16 april 2022. Om zijn switch mogelijk te maken verblijft hij in 2022 een half jaar in de Verenigde Staten.